# Цыганков, Василий Евдокимович

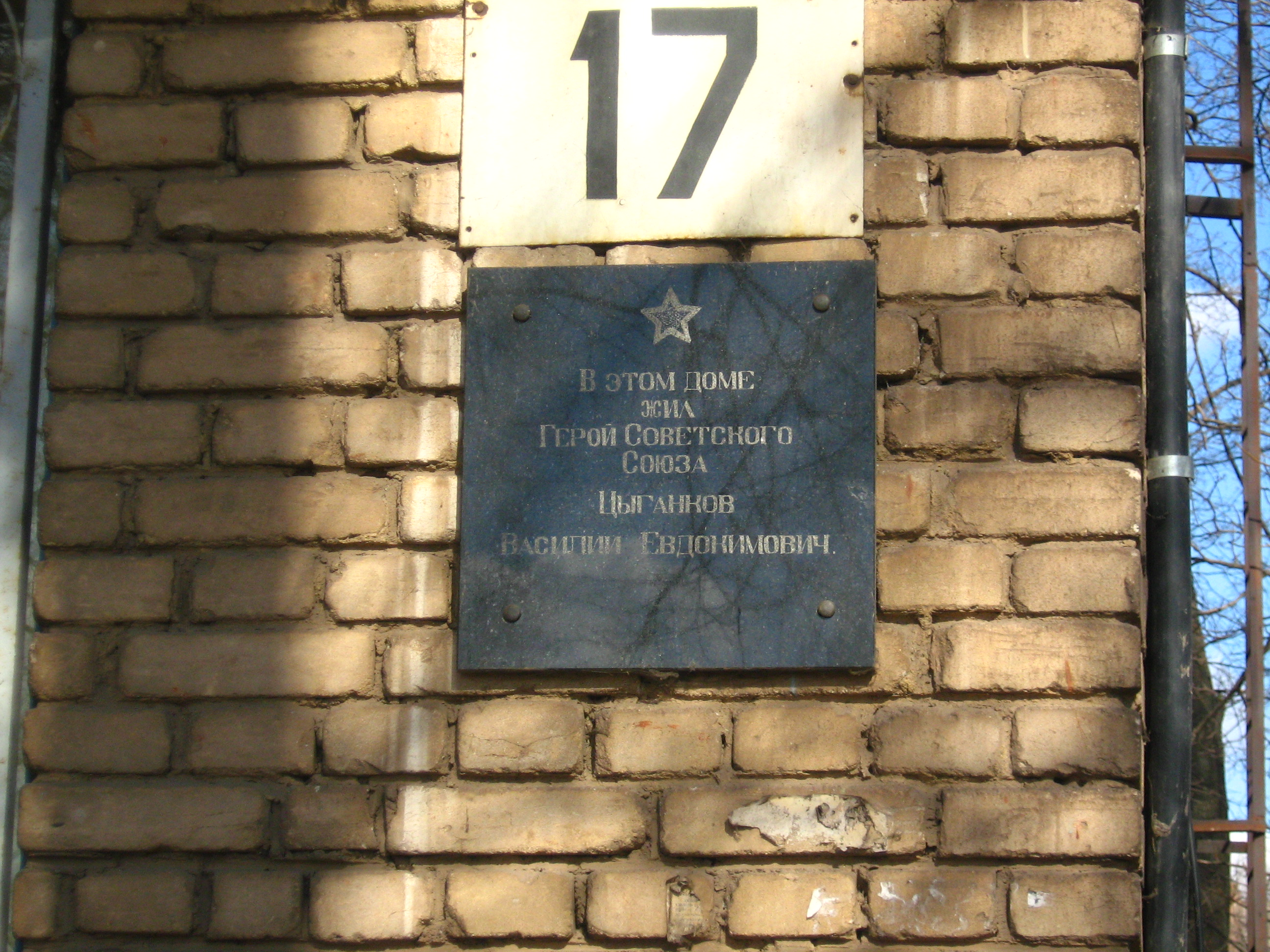
Памятная плита на доме № 17 по улице Кропивницкого (Кривой Рог)

Васи́лий Евдоки́мович Цыганко́в (29 апреля 1920, Снижа, Курская губерния — 16 июня 1990, Кривой Рог, Днепропетровская область) — гвардии сержант, командир отделения разведки 72-й гвардейской отдельной разведывательной роты 71-й гвардейской стрелковой дивизии 6-й гвардейской армии 1-го Прибалтийского фронта, Герой Советского Союза.

## Биография
Родился 29 апреля 1920 года в селе Снижа ныне Дмитриевского района Курской области в крестьянской семье. Образование 8 классов. Работал электросварщиком на заводе в Москве.
В Красной армии с 1940 года. Участник Великой Отечественной войны с июня 1941 года. Член ВКП(б) с 1943 года.
Командир отделения разведки 72-й гвардейской отдельной разведывательной роты гвардии сержант Василий Цыганков с группой разведчиков 24 июня 1944 года переправился через реку Западная Двина в районе деревни Мамойки Бешенковичского района Витебской области Белоруссии, захватил рубеж и прочно удерживал его до подхода подразделений полка; в дальнейшем гвардеец проник с группой бойцов в тыл противника, захватил пленного и вернулся в часть.
Указом Президиума Верховного Совета СССР от 22 июля 1944 года за образцовое выполнение боевых заданий командования на фронте борьбы с немецко-фашистскими захватчиками и проявленные при этом мужество и героизм гвардии сержанту Цыганкову Василию Евдокимовичу присвоено звание Героя Советского Союза с вручением ордена Ленина и медали «Золотая Звезда».
В 1947 году окончил Ярославское военное пехотное училище. С 1960 года майор В. Е. Цыганков в запасе, затем — в отставке.
Жил в городе Кривой Рог Днепропетровской области, в доме № 17 по улице Кропивницкого. Был на хозяйственной и партийной работе. С 1973 года и до ухода на заслуженный отдых — председатель комитета ДОСААФ криворожского Центрального горно-обогатительного комбината.
Умер 16 июня 1990 года в Кривом Роге.

## Награды
- Орден Ленина;
- Орден Отечественной войны 1-й степени;
- Орден Красной Звезды;
- орден Славы 3-й степени;
- медали.

## Память
- Имя на Стеле Героев в Кривом Роге.
- Памятная доска на доме № 17 по улице Кропивницкого, в котором жил Василий Цыганков в Кривом Роге[1].